# Coelestin (Mineral)
Coelestin (englisch Celestine), veraltet auch als Cölestin, Zölestin oder seltener als Schützit oder Schätzit bekannt, ist ein häufig vorkommendes Mineral aus der Mineralklasse der „Sulfate (und Verwandte)“. Er kristallisiert im orthorhombischen Kristallsystem mit der Zusammensetzung Sr[SO4], ist also chemisch gesehen ein Strontiumsulfat.
Coelestin entwickelt meist prismatische oder tafelige Kristalle im Zentimeter-Bereich, allerdings wurden auch Kristallgrößen von bis zu einem Meter gefunden.
Mit Baryt (Ba[SO4]) bildet Coelestin eine Mischreihe mit frei austauschbaren Strontium- beziehungsweise Barium-Ionen.

## Etymologie und Geschichte
Bekannt war das Mineral bereits im 18. Jahrhundert, wurde jedoch noch 1781 für Schwerspat bzw. Baryt gehalten. Erst eine von Martin Heinrich Klaproth 1797 durchgeführte Analyse ergab, dass es sich um ein strontiumhaltiges Material handelte, das er als Strontiumerde bezeichnete. Ein Jahr später prägte Abraham Gottlob Werner den bis heute gültigen Namen Coelestin für das Mineral, nach dem lateinischen Wort coelestis für Himmelblau, da es in ebendieser charakteristischen Farbe sehr oft zu finden ist. In späteren Werken Werners findet sich auch die Schreibweise Cölestin und in anderen mineralogischen Aufzeichnungen unter anderem die Schreibweise Zölestin. Durchgesetzt hat sich jedoch in deutschsprachigen Fachkreisen die Schreibweise Coelestin.
Als Typlokalität gilt Bell’s Mill bei Bellwood im Blair County im US-Bundesstaat Pennsylvania.
Das Typmaterial des Minerals wird in Form von 45 Proben des Holotyps in der Mineralogischen Sammlung der Technischen Universität Bergakademie Freiberg (Kurzbezeichnung: TU-BA) aufbewahrt.
Coelestin war bereits lange vor der Gründung der International Mineralogical Association (IMA) bekannt und als eigenständige Mineralart anerkannt. Damit hätte Coelestin theoretisch den Status eines grandfathered Mineral. In der 1967 erfolgten Publikation der IMA: Commission on new minerals and mineral names wurde Celestine als internationale (englische) Schreibweise des Mineralnamens festgelegt. Seitdem wird das Mineral in der „Liste der Minerale und Mineralnamen“ der IMA unter der Summenanerkennung „IMA 1967 s.p.“ (special procedure) geführt. Die ebenfalls von der IMA/CNMNC anerkannte Kurzbezeichnung (auch Mineral-Symbol) von Coelestin lautet „Clt“.

## Klassifikation
In der veralteten 8. Auflage der Mineralsystematik nach Strunz gehörte der Coelestin zur Mineralklasse der „Sulfate, Chromate, Molybdate und Wolframate“ und dort zur Abteilung „Wasserfreie Sulfate ohne fremde Anionen“, wo er zusammen mit Anglesit, Baryt und Itoit die „Baryt-Reihe“ mit der Systemnummer VI/A.08 bildete.
Im zuletzt 2018 überarbeiteten „Lapis-Mineralienverzeichnis“, das sich im Aufbau noch nach der alten Form der Systematik von Karl Hugo Strunz richtet, erhielt das Mineral die System- und Mineralnummer VI/A.09-010. In der „Lapis-Systematik“ entspricht dies ebenfalls der Abteilung „Wasserfreie Sulfate [SO4]2−, ohne fremde Anionen“, wo Coelestin zusammen mit Anglesit, Baryt und Hashemit die „Barytgruppe“ mit der Systemnummer VI/A.09 bildet.
Auch die von der International Mineralogical Association (IMA) zuletzt 2009 aktualisierte 9. Auflage der Strunz’schen Mineralsystematik ordnet den Coelestin in die Abteilung „Sulfate (Selenate usw.) ohne zusätzliche Anionen, ohne H2O“ ein. Diese ist allerdings weiter unterteilt nach der relativen Größe der beteiligten Kationen, so dass das Mineral entsprechend seiner Zusammensetzung in der Unterabteilung „Mit ausschließlich großen Kationen“ zu finden ist, wo es zusammen mit Anglesit, Baryt und Olsacherit die „Barytgruppe“ mit der Systemnummer 7.AD.35 bildet.
In der vorwiegend im englischen Sprachraum gebräuchlichen Systematik der Minerale nach Dana hat Coelestin die System- und Mineralnummer 28.03.01.02. Dies entspricht der Klasse der „Sulfate, Chromate und Molybdate“ und dort der Abteilung „Sulfate“, wo das Mineral zusammen mit Baryt und Anglesit in der „Barytgruppe“ mit der Systemnummer 28.03.01 innerhalb der Unterabteilung „Wasserfreie Säuren und Sulfate (A2+)XO4“ zu finden ist.

## Kristallstruktur
Coelestin kristallisiert orthorhombisch in der Raumgruppe Pnma (Raumgruppen-Nr. 62) mit den Gitterparametern a = 8,36 Å; b = 5,35 Å und c = 6,85 Å sowie 4 Formeleinheiten pro Elementarzelle.

## Eigenschaften

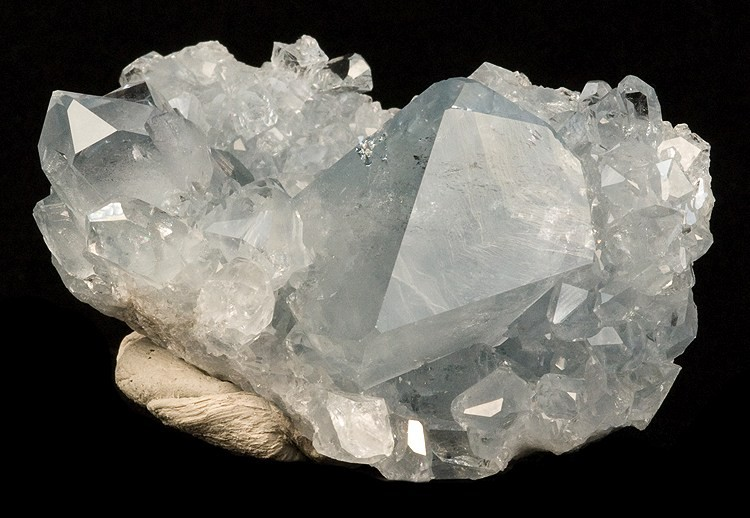
Farblose Coelestin-Stufe aus Lagerstätte Sakoany der Gemeinde Katsepy, Madagaskar (Größe: 7,0 × 5,2 × 4,8 cm)

In reiner Form ist Coelestin farblos und durchsichtig. Vielfache Lichtbrechung aufgrund von polykristalliner Ausbildung oder Zwillingsbildung lässt ihn aber auch weiß erscheinen. Durch Gitterbaufehler entstehen im Coelestin Farbzentren, die dem Kristall seine charakteristische bläuliche Farbe verleihen. Oft sind diese Zentren noch zusätzlich durch Anwesenheit von K+-Ionen stabilisiert. Erhitzen auf über 200 °C „heilt“ diese Gitterbaufehler und das Mineral verliert seine Farbe. Eine Bestrahlung mit Röntgenstrahlen erzeugt neue bzw. mehr Gitterbaufehler und die Farbe kehrt zurück oder kann verstärkt werden. Durch Fremdbeimengungen von Schwefel kann Coelestin auch von gelblicher Farbe sein.
Vor dem Lötrohr schmilzt Coelestin zu einer weißen Perle, wobei er die Flamme charakteristisch Karminrot färbt.

## Modifikationen und Varietäten
Als Barytocoelestin oder einfach Barium-Coelestin wird eine bariumhaltige Coelestin-Varietät mit der Formel (Sr,Ba)[SO4] bezeichnet, die auch als Mischkristall zwischen Coelestin und Baryt angesehen werden kann.
Unter der um 1800 von Karsten geprägten Bezeichnung Schützit wurden verschiedene Ausbildungsvarianten von Coelestin zusammengefasst, die je nach Kristall- bzw. Aggregatform genauer als dichter, blättriger, faseriger oder strahliger Schützit bezeichnet wurden.

## Bildung und Fundorte

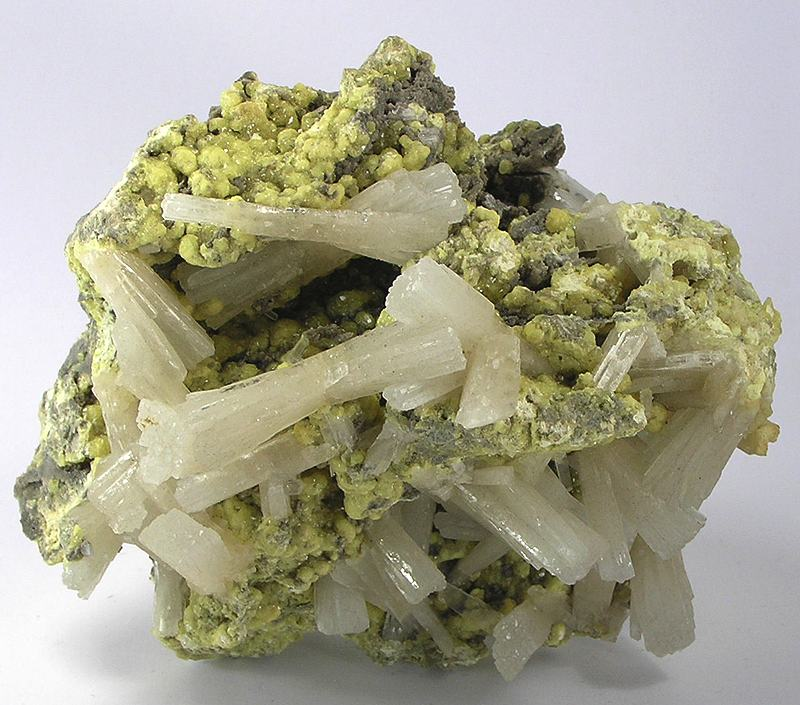
Coelestin mit Schwefel aus Agrigent, Sizilien (Größe: 15 × 13 × 10 cm)

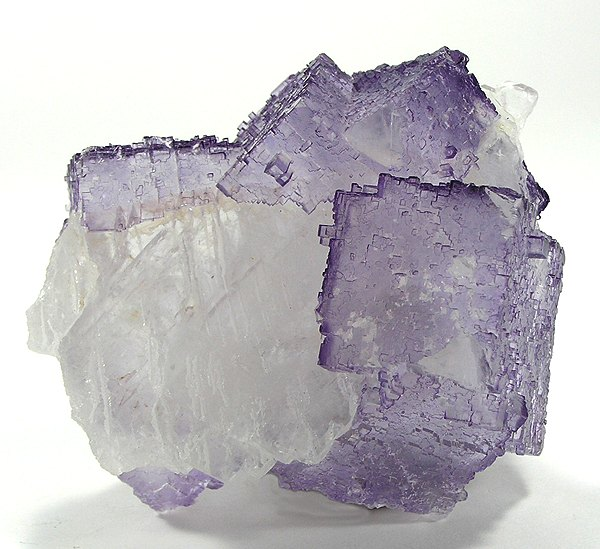
Innig mit Fluorit (violett) verwachsener Coelestin aus dem Municipio de Melchor Múzquiz, Coahuila, Mexiko (Größe: 8,1 × 6,6 × 4,0 cm)

Coelestin bildete sich vor etwa 65 Millionen Jahren im erdgeschichtlichen Zeitalter des Tertiär häufig in Klüften und Hohlräumen von Sedimentgesteinen (namentlich Kalksteine, Mergel) oder Evaporiten und meist vergesellschaftet mit Anhydrit, Gips, Halit und/oder Schwefel. In Höhlungen von Carbonat-Gesteinen tritt das Mineral oft zusammen mit Calcit, Dolomit, Fluorit und Strontianit sowie ebenfalls mit Anhydrit und Gips auf. Eher selten findet man es in hydrothermalen Gängen und in Blasenräumen vulkanischer Gesteine in Begleitung von Analcim, Natrolith, Hydroxyapophyllit und Seladonit.
Als häufige Mineralbildung ist Coelestin an vielen Fundorten anzutreffen, wobei weltweit bisher (Stand: 2013) über 1000 Fundorte als bekannt gelten.
Besondere Bekanntheit aufgrund außergewöhnlicher Coelestinfunde erlangten unter anderem die Schwefellagerstätten nahe Tarnobrzeg in Polen und Caltanissetta in Italien, wo prismatische Kristalle von bis zu 10 Zentimetern Länge zutage traten. Gut entwickelte, durchsichtige Coelestinkristalle von strahlend blauer Farbe und bis zu 15 Zentimetern Größe fanden sich in der Lagerstätte „Sakoany“ (Region Boeny) auf Madagaskar und bis zu 30 Zentimeter große Kristalle wurden im Municipio Múzquiz im mexikanischen Bundesstaat Coahuila gefunden. 1897 fand der deutsche Weingutbesitzer Gustav Heineman in der Put-in-Bay auf Bass Island im Ottawa County (Ohio, USA) in etwa 10 Metern Tiefe eine große Kalksteinhöhle, die mit bis zu 18 Zoll (= 45,7 cm) großen Coelestinkristallen ausgekleidet ist. Die bisher größten bekannten Coelestine, auffällig blaue Stalaktiten von bis zu einem Meter Länge, wurden allerdings in der argentinischen Provinz Neuquén entdeckt.
In Deutschland konnte das Mineral unter anderem in der Grube Clara in Baden-Württemberg, im Wirmsthal und Ottenhäuser Grund nahe Schweinfurt in Bayern, am Soldatenbusch bei Gembeck in Hessen, an mehreren Stellen bei Göttingen und Bad Lauterberg in Niedersachsen, im Münsterland und in Giershagen im Sauerland in Nordrhein-Westfalen, am Ettringer Bellerberg und bei Imsbach in Rheinland-Pfalz, im Kalksteintagebau von Rüdersdorf bei Berlin, an mehreren Stellen in Sachsen-Anhalt, in der Grube Güte Gottes bei Bruchertseifen in Rheinland-Pfalz und bei Göschwitz in Thüringen gefunden werden.
Die einzigen großen, allerdings inzwischen erschöpften Coelestin-Lagerstätten befanden sich bei Giershagen im östlichen Sauerland, wo um 1900 rund 10.000 Tonnen reiner Coelestin von besonderer Qualität entdeckt wurde, sowie bei Gembeck im hessischen Landkreis Waldeck-Frankenberg, die noch in den 1920er Jahren abgebaut wurde.
In Österreich fand sich Coelestin an vielen Stellen in Kärnten (Friesach, Hüttenberg, Gailtaler und Karnische Alpen), Salzburg (Abtenau, Murwinkel, Leogang), der Steiermark, Tirol (Inntal) und Oberösterreich (Kirchdorf, Steyr-Land).
In der Schweiz trat das Mineral unter anderem an mehreren Fundpunkten in den Kantonen Aargau, Bern, Freiburg, Solothurn, Waadt und Wallis auf.
Weitere Fundorte liegen unter anderem in Afghanistan, Ägypten, Algerien, der Antarktis, Argentinien, Australien, auf den Bahamas, in Belgien, Bolivien, Bulgarien, China, der Demokratischen Republik Kongo, Frankreich, Griechenland, Grönland, Indien, Iran, Irland, Japan, Kanada, Kasachstan, Katar, Kirgisistan, Lettland, Libyen, Malawi, Marokko, der Mongolei, Namibia, auf Neuseeland, in den Niederlanden, Norwegen, Oman, Portugal, Russland, Schweden, der Slowakei, in Slowenien, Spanien, Südafrika, Tadschikistan, Tschechien, Tunesien, der Türkei, in Turkmenistan, der Ukraine, Ungarn, Usbekistan, im Vereinigten Königreich (Großbritannien), vielen Bundesstaaten der USA und in Vietnam.
Auch in Gesteinsproben vom Mond, genauer vom Landepunkt der Luna-16-Mission, konnte Coelestin nachgewiesen werden.

## Verwendung

### Als Rohstoff
Coelestin ist neben Strontianit ein wichtiges Erz zur Gewinnung von Strontium, auch wenn es in reiner Form nur in geringem Umfang technisch genutzt wird. Als Legierungselement im Stahl dient es unter anderem zum Entfernen von Schwefel und Phosphor (siehe auch Strontium#Verwendung).
Ende des 19. Jahrhunderts wurde Coelestin neben Strontianit zur Gewinnung von Strontiumhydroxid, das zur Rest-Entzuckerung von Melasse diente, gefördert. Eine ehemalige Coelestin-Abbaustelle befindet sich bei Jena. Coelestin ist zudem nötig zur Herstellung von Farbstoffen, buntem Glas und Elektrobatterien.
Im Gegensatz zum Strontiumsulfat Coelestin sind die Verbindungen Strontiumnitrat, Strontiumoxid und Strontiumbromid von größerer Bedeutung. Strontiumnitrat färbt bei Feuerwerkskörpern und Signalraketen die Flamme knallrot, Strontiumoxid dient zur Röntgen-Strahlungsminderung im Glas von Bildschirmröhren und Strontiumbromid als Beruhigungsmittel.
Derzeit beträgt die jährliche Weltförderung von Strontiumerzen (Coelestin und Strontianit) ca. 140.000 Tonnen.

### In Lebewesen
Bei Strahlentierchen (Radiolarien) kann das kugelförmige Skelett neben Kieselsäure auch aus Strontiumsulfat bestehen.
Typisch ist diese Eigenschaft bei Acantharia.

### Als Schmuckstein
Trotz seiner ansprechenden Farbe und oft wasserklaren, glasglänzenden Kristalle ist Coelestin aufgrund seiner geringen Mohshärte von 3 bis 3,5, seiner hohen Spaltneigung und seiner Empfindlichkeit gegenüber Säuren (schon der Körperschweiß greift die Steinoberfläche an) für die kommerzielle Verwendung als Schmuckstein eigentlich unbrauchbar. Für Sammler wird er aber dennoch gelegentlich in verschiedenen Facettenformen geschliffen oder zu Trommelsteinen und Handschmeichlern verarbeitet.